# Documenta 16
documenta 16 är en planerad sextonde documenta-utställning av samtida konst i Kassel i Tyskland. Den är planerad för hundradagarsperioden 12 juni – 19 september 2027. Bakom projektet ligger den tyska icke-kommersiella organisationen "documenta und Museum Fridericianum gGmbH" i Kassel.
```
mars 2023 utsåg utställningsledningen en kommitté på sex personer från 
konstvärlden
, som hade till uppgift att hitta en konstnärlig ledning för Documenta 16
[
1
]
:
```

- Bracha Lichtenberg Ettinger (född 1948), en israelisk målare, filosof och psykoanalytiker
- Gong Yan, en kinesisk kurator och konsthallschef
- Ranjit Hoskoté (född 1969), en indisk poet, konstkritiker ock kurator
- Simon Njami, en schweizisk konstkritiker och kurator
- Kathrin Rhomberg (född 1963), en österrikisk kurator och konsthallschef
- Maria Inés Rodriguez, en brasiliansk kurator

I november 2023 inträffande en förtroendekris mellan documenta und Museum Fridericianum gGmbH och dess kommitté. 
Den utlöstes av att ett uttalande från 2019 av Ranjit Hoskoté, som av den tyska förbundskulturministern Claudia Roth anklagades för att vara antisemitiskt samt att hon hotade med att dra in det statliga stödet till documenta 16. Detta ledde till att inom några dagar hela urvalskommitén hade avgått.